# Гороптер
Гороптер (греч. ὅρος (hóros), «граница» + греч. ὀπτήρ (optḗr), «наблюдатель») — термин из психологии восприятия пространства, обозначающий область пространства перед наблюдателем, все точки которой не видятся двоящимися, так как данные точки дают изображения в парных идентичных местах сетчатки, то есть в корреспондирующих точках. Другие точки пространства, находящиеся за пределами гороптера, дают двоящиеся изображения, потому что лучи от точек попадают в различные области сетчатки — диспаратные места сетчатки. Обычно человек раздвоенность таких объектов не замечает.
При восприятии объекта двумя глазами (бинокулярно) существует зрительный признак, который называется диспаратностью, кодирующий степень относительной удаленности объектов в поле зрения. Таким образом возможно определять характер расположения объектов — какой объект находится ближе, а какой дальше. Данный зрительный признак является важнейшим в системе психо-физиологических механизмов стереозрения.
Существует определенный диапазон изменения диспаратности, в котором человек не воспринимает две точки расположенными на разном расстоянии. Если величина диспаратности выше этого диапазона, то человек начинает чувствовать относительную удаленность одной точки от другой. При дальнейшем увеличении диспаратности чувство глубины увеличивается. При еще большем увеличении диспаратности зрительный образ начинает двоиться. Однако, наша зрительная система способна объединять два различающихся (диспаратных) сенсорных потока левого и правого поля зрения в один слитый образ, что называется фузией. Геометрическая область скопления точек в пространстве, диспаратность которых равна нулю, называется гороптером.

## Угол конвергенции
В момент восприятия объекта глаза движутся согласованно, это связано с фиксацией взора двух глаз на одном объекте. Такие скоординированные движения глаз называются вергентными. Глазные яблоки поворачиваются при сведении оптических осей, такое движение называется конвергенцией, а разведение оптических осей называется дивергенцией. Чем ближе объект фиксации к переносице, тем сильнее поворачиваются глазные яблоки друг к другу, тем больше угол конвергенции.

## Корреспондирующие точки
Наши глаза пространственно разнесены друг от друга, поэтому поле зрения одного глаза значительно перекрывает поле зрения другого глаза, но всё равно проекции объектов, находящихся в зоне перекрытия, отличаются для каждого глаза. При конвергенции глаз на одном объекте, который становится точкой бификсации глаз, его проекции попадают на парные идентичные точки сетчаток, их называют корреспондирующими.
Корреспондирующие точки сетчаток — точки, расположенные в парных идентичных местах сетчатки обоих глаз, у них совпадают меридианы и расстояние от центральных ямок. При наложении сетчаток глаз друг на друга, их корреспондирующие точки совпадут.
Тем не менее проекции точек, лежащих дальше или ближе точки бификсации, попадают на непарные области сетчаток, которые называются некорреспондирующими точками. Этот факт является отражением диспаратности.

## Некорреспондирующие точки
Объекты, расположенные ближе или дальше точки фиксации взгляда, проецируются на несоответствующие друг другу участки сетчаток, то есть на некорреспондирующие точки сетчатки, что приводит к диспаратности и двойному видению.
Когда глаза фиксируются на объекте, то объект не видится раздвоенным, а воспринимается как одно изображение, потому что лучи от объекта попадают на корреспондирующие области обеих сетчаток. Когда проекция объекта попадает на некорреспондирующие области двух сетчаток, то изображение двоится. 

## Диспаратность
Бинокулярное зрение предоставляет возможность определять относительную удаленность двух объектов, что называется диспаратностью или бинокулярным параллаксом. Диспаратность можно вычислить исходя из разности между углами при фиксации на ближней и дальней точках, она равна изменению конвергенции при переходе от одной точки к другой. Иными словами, диспаратность соответствует разности между углами конвергенции при переходе от точки бификсации к другой точке. Таким образом, диспаратность положительна в случаях, когда точка бификсации расположена ближе к переносице, чем другая точка, и отрицательна, когда точка бификсации находится дальше.
Также степень диспаратности исследуется качественно. Если держать два указательных пальца друг за другом прямо перед собой, фокусируя взгляд на ближнем пальце, который остаётся неподвижным, и всё более удаляя дальний, то диспаратность растёт с увеличением расстояния между пальцами, то есть изображение двоится. Диспаратность также возрастает, если фиксировать взгляд на дальнем неподвижном пальце, перемещая к себе ближний палец.

## Виды
Объекты, находящиеся ближе и дальше точки фиксации, проецируются на некорреспондирующие области сетчатки, которые называются диспаратными. Они будут давать двоящиеся изображения. Объекты, находящиеся на том же расстоянии, что и точка фиксации, могут восприниматься целостно, поскольку их изображение также проецируется на корреспондирующие области. В гороптере все точки, лежащие на линии перед глазами, в стороне от точки фиксации, воспринимаются целостно, так как они имеют нулевую диспаратность. Эти точки находятся примерно на том же расстоянии от наблюдателя, что и объект, на котором зафиксирован взгляд. Но не все объекты, лежащие на одинаковом расстоянии от глаз, видятся слитно, таким образом гороптер не является окружностью с центром на месте переносицы.

### Теоретический и эмпирический гороптер
Теоретическим гороптером является окружность, проходящая через точку бификсации и центры вращения обоих глаз. Он представляет собой геометрическое место точек, которые воспринимаются равноудаленными.
Однако при экспериментальной проверке теоретический гороптер оказывается неверным, из-за особенности геометрии самих глаз, форма эмпирического гороптера зависит от изменения расстояния до точки бификсации. С удалением точки бификсации от глаз наблюдателя гороптер теряет кривизну, при расстояниях свыше двух метров его кривизна меняет знак, то есть гороптер изгибается в противоположную сторону.
Эмпирический гороптер находится следующим образом: испытуемый фиксирует взгляд на одном неподвижном стержне и подбирает, смещая положение второго стержня в разные точки периферии до тех пор, пока второй стержень не перестаёт двоиться. Таким образом выяснилось, что действительная форма гороптера меняется при отдалении точки фиксации.

## История
Первые упоминания о гороптере были засвидетельствованы в XI веке Ибн аль-Хайсамом, известным на западе как «Альхазен». Опираясь на работы Птолемея по бинокулярному зрению, он обнаружил, что объекты, лежащие на горизонтальной линии, проходящей через точку фиксации, представляются одиночным изображением, а объекты, расположенные на расстоянии от этой линии, представляются сдвоенным изображением. Таким образом, Альхазен заметил важность некоторых точек в поле зрения, но не определил точную форму гороптера и использовал слитость изображения при фиксации в качестве критерия.
Термин гороптер был введен Франциском Агилонием во второй из его шести книг по оптике в 1613 году В 1818 году Герхард Вьет утверждал, исходя из евклидовой геометрии, что гороптер должно быть, представляет из себя окружность, проходящую через точку фиксации и узловую точку двух глаз. Несколько лет спустя Йоханнес Мюллер сделал аналогичный вывод для горизонтальной плоскости, содержащей точку фиксации, хотя он действительно ожидал, что гороптер является поверхностью в пространстве (то есть не ограничен горизонтальной плоскостью). Теоретический/геометрический гороптер в горизонтальной плоскости стал известен как круг Виета-Мюллера. Тем не менее, утверждается, что это было ошибочной идентификацией в течение примерно 200 лет.
В 1838 году Чарльз Уитстон изобрел стереоскоп, позволивший ему исследовать эмпирический гороптер. Он обнаружил, что в пространстве существует множество точек, которые являются слитыми и не двоятся; это сильно отличается от теоретического гороптера, и последующие авторы аналогичным образом обнаружили, что эмпирический гороптер отклоняется от формы, ожидаемой на основе простой геометрии. Недавно этому отклонению было дано правдоподобное объяснение, демонстрирующее, что эмпирический гороптер отличается от теоретического из-за физиологических особенностей строения глаз. Таким образом, зрительная система может оптимизировать свои ресурсы для стимулов, которые наблюдаются с большей вероятностью.